# 林家染二
林家 染二（はやしや そめじ）は、上方落語の名跡。当代は3代目。
- 初代林家染二 - 2代目林家染丸の門下
- 2代目林家染二 - 現∶4代目林家染丸
- 3代目林家染二 - 本項にて記述

3代目 林家 染二（はやしや そめじ、1961年9月17日 - ）は、上方落語の落語家。本名は吉田 忠史。大阪府大阪市平野区出身。出囃子は『薮入り娘（薮入りの奥）』。上方落語協会会員。

## 経歴
大阪府大阪市東住吉区（現：平野区）出身。大阪府立東住吉高等学校を経て、龍谷大学法学部卒業。
1984年9月、2代目林家染二（後の4代目林家染丸）に入門、染吉を名乗る。1997年10月、3代目林家染二を襲名。
2012年に落語家で初めて京都大学にゲスト講師として招かれ、宇宙総合学（全学部1・2回生対象）で年に一度登壇している。2013年、大阪電気通信大学客員教授に招聘された（任期1年）。

## 人物
歌舞伎好きで、「三代目市川猿之助歌舞伎ワークショップ」に参加し、道頓堀中座での発表会で仁木弾正を演じて猿之助賞を受賞している。
妻はマネージャー。長女は医師。長男は東京演劇道場の在籍経験もある俳優の吉田知生。
フリーアナウンサー（元関西テレビ）の山本浩之、朝日放送テレビゼネラルアナウンサーの中邨雄二は大学の同級生。

## 事務所
吉本興業→よしもとクリエイティブ・エージェンシーに所属していたが、2011年に独立。現在は個人事務所（株式会社SOMEJI）に所属している。

## 受賞歴
- 1991年　上岡演劇祭（上岡龍太郎主宰）「源吉と玉三郎」主演 敢闘賞
- 1993年　NHK新人演芸大賞 優秀賞
- 1996年　大阪文化祭賞 奨励賞
- 1998年　第53回文化庁芸術祭演芸部門 優秀賞
- 1999年　龍谷奨励賞（龍谷大学校友会）
- 2004年　第33回上方お笑い大賞 最優秀技能賞（金賞）
- 2004年　第59回文化庁芸術祭演芸部門 優秀賞
- 2005年　大阪文化祭賞
- 2008年　第2回天満天神繁昌亭大賞大賞
- 2020年　第75回文化庁芸術祭大衆芸能部門大賞[1]
- 2024年　龍谷賞（龍谷大学校友会）

## 出演番組
- 進と染二のとりあえずラジオ（KBS京都ラジオ、2008年10月から、水曜19:30 - ）
- ちょっと"はんなり"染二です!（ABCラジオ、2009年10月から、日曜19:30 - ）
- ちちんぷいぷい（MBSテレビ、先述の山本浩之が2019年3月まで月 - 木曜の総合司会を務めた番組で、2016年10月17日放送分「キッチンぷいぷい」に独演会の宣伝目的でゲスト出演）